# Martin Posth
Martin Posth (* 16. Januar 1944 in Berge (Nauen); † 17. September 2017 in Berlin) war ein deutscher Industriemanager.

## Leben
1954 reiste er mit der Familie aus der DDR aus. Aufgewachsen in Berlin-Spandau studierte er Rechtswissenschaft in Freiburg im Breisgau, Göttingen und an der FU Berlin, wo er 1977 zum Dr. jur. promoviert wurde.

## Wirken
1972 begann Posth bei Audi NSU seine Karriere in der Automobilindustrie. Bereits 1980 wurde er in den Vorstand der Audi AG berufen. Von 1984 bis 1988 baute Posth für die Volkswagen AG das größte Automobilwerk in China auf. Anschließend wurde er Vorstand für Personalwesen. Von 1993 bis 1997 leitete er von Hongkong aus die Region Asien des VW-Konzerns. 1998 schied er aus dem VW-Vorstand aus. Von 2000 bis 2006 war er Präsident des Asien-Pazifik-Forums Berlin.

## Preise und Auszeichnungen
- 1981: Goldene Brücke
- 1993: Ehrenbürgerschaft der Stadt Shanghai.

## Varia
Kunsthistorikern, und an islamischer Kunst Interessierten, wurde Posth als Sammler anatolischer Knüpfteppiche und Kelims bekannt, als er 2014 seine Monographie Gesammelte Schönheit veröffentlichte.
Vom 22. Oktober bis 3. Dezember 2016 waren Teile der Sammlung im Studio der Bumiller Collection in Berlin-Kreuzberg ausgestellt.

## Veröffentlichungen
- Arbeitsrechtliche Probleme beim Betriebsinhaberwechsel : (§ 613 a BGB), Köln : Hanstein-Verlag, 1978, ISBN 978-3-7756-5300-8
- Als Co-Autor: Personalwirtschaft in Zeiten des Umbruchs, Köln : Deutscher Instituts-Verlag, 1983, ISBN 978-3-602-24841-4
- 1000 Tage in Shanghai. Die abenteuerliche Gründung der ersten chinesisch-deutschen Automobilfabrik. Hanser, München 2006., ISBN 978-0-470-82388-0
- Martin Posth: Gesammelte Schönheit: Teppiche und Kelims aus Anatolien = Collected beauty. Eigenverlag, o. O. 2014, ISBN 978-3-00-044526-2 (d-nb.info).
- Martin Posth: Woven Paradise / Gewebtes Paradies – ein Streifzug durch die anatolische Textilkunst des 18. und 19. Jahrhunderts. Hrsg.: Georg Butterweck. Eigenverlag, o. O. 2016, ISBN 978-3-00-053301-3.